# 1939 en sport

Cet article présente les faits marquants de l'année 1939 en sport.

## Automobile
- Les Français Jean Trévoux (sur Hotchkiss) et Joseph Paul (sur Delahaye) remportent le Rallye automobile Monte-Carlo ex æquo.
- 24 Heures du Mans : Bugatti gagne les 24H avec les pilotes Jean-Pierre Wimille et Pierre Veyron.
- Pas de champion d'Europe des pilotes de « Formule » car l'AIACR qui organisait la compétition n'a jamais publié de classement final pour cette saison écourtée par le déclenchement de la Seconde Guerre mondiale. Après la déclaration de guerre, les autorités allemandes ont déclaré Hermann Lang champion. Officiellement toutefois, le titre ne fut pas décerné en 1939.

## Baseball
- 17 mai : première retransmission d'un match de baseball (un match universitaire entre Princeton et Columbia) par la télévision américaine.
- Les New York Yankees remportent les World Series face aux Cincinnati Reds.
- Lou Gehrig établit le record des ligues majeures avec 2130 parties consécutives.

## Basket-ball
- US Métro champion de France.
- Premier Final Four NCAA remporté par l'université d'Oregon

## Boxe
- Le champion Joe Louis conserve son titre de champion du monde des poids lourds à la boxe en battant :
  - le 25 janvier : John Henry Lewis par arrêt de l'arbitre au 1er round à New York.
  - le 17 avril : Jack Roper par K.O. au 1er round à Los Angeles.
  - le 28 juin : Tony Galento par arrêt de l'arbitre au 4e round à New York.
  - 20 septembre : Bob Pastor par K.O. au 11e round à Détroit.

## Cyclisme
- Le Belge Émile Masson s’impose sur le Paris-Roubaix.
- 10 juillet - 30 juillet, Tour de France : le Belge Sylvère Maes s’impose devant le Français René Vietto et le Belge Lucien Vlaemynck.
  - Article détaillé : Tour de France 1939
- Marcel Laurent remporte Bordeaux-Paris pour la deuxième année consécutive.

## Football
- 29 avril : Portsmouth FC remporte la Coupe d'Angleterre en s'imposant en finale face à Wolverhampton Wanderers FC, 4-1.
- 14 mai : le RC Paris remporte la Coupe de France face à l'Olympique Lillois, 3-1.
- Le FC Sète champion de France.
- Everton champion d'Angleterre.
- Rangers champions d'Écosse.
- Clyde remporte la Coupe d'Écosse face à Motherwell, 4-0.
- Bologne champion d'Italie.
- Schalke 04 champion d'Allemagne.
  - Article détaillé : 1939 en football

## Football américain
- 10 décembre : Les Packers de Green Bay champions de la National Football League. Article détaillé : Saison NFL 1939.

## Football canadien
- Coupe Grey : Blue Bombers de Winnipeg 8, Rough Riders d'Ottawa 7.

## Golf
- Le Britannique Dick Burton remporte le British Open.
- L’Américain Byron Nelson remporte l’US Open.
- L’Américain Henry Picard remporte le tournoi de l’USPGA.
- L’Américain Ralph Guldahl remporte le tournoi des Masters.

## Hockey sur glace
- Les Bruins de Boston remportent la Coupe Stanley 1939.
- Coupe Magnus : Chamonix est champion de France.
- Le HC Davos est champion de Suisse.
- Le Canada remporte le championnat du monde.

## Judo
- 20 avril : première ceinture noire décernée à un Français, Maurice Cottreau, par le professeur Kawaishi.

## Moto
- Bol d'or : le Français Hordelalay gagne sur une Motobécane.

## Rugby à XIII
- 25 février : à St Helens, Angleterre 9-12 France.
- 16 avril : à Bordeaux, France 16-10 pays de Galles.
- 14 mai : à Bordeaux, Roanne remporte le Championnat de France face au Villeneuve-sur-Lot 9-0.
- 21 mai : à Toulouse, le XIII Catalan remporte la Coupe de France face au Toulouse olympique XIII 7-3.

## Rugby à XV
- L’Angleterre et le Pays de Galles remportent le Tournoi.
- Biarritz olympique est champion de France.
- Le Warwickshire champion d’Angleterre des comtés.
- Le Transvaal champion d’Afrique du Sud des provinces (Currie Cup).

## Tennis
- Tournoi de Roland-Garros :
  - L'Américain William McNeill s'impose en simple hommes.
  - La Française Simonne Mathieu s'impose en simple femmes.
- Tournoi de Wimbledon :
  - L'Américain Bobby Riggs s'impose en simple hommes.
  - L'Américaine Alice Marble s'impose en simple femmes.
- championnat des États-Unis :
  - L'Américain Bobby Riggs s'impose en simple hommes.
  - L'Américaine Alice Marble s'impose en simple femmes.
- Coupe Davis : l'équiper d'Australie bat celle des États-Unis : 3 - 2.

## Naissances
- 1er janvier : Willye White, athlète américaine († 6 février 2007).
- 3 janvier : Bobby Hull, hockeyeur canadien
- 6 janvier : Valeri Lobanovski, footballeur soviétique et entraîneur ukrainien. († 13 mai 2002).
- 10 janvier : Bill Toomey, athlète américain, champion olympique du décathlon aux Jeux de Mexico en 1968.
- 5 février : Brian Luckhurst, joueur de cricket anglais. († 1er mars 2005).
- 27 février : Peter Revson, pilote automobile américain, ayant disputé 30 GP de Formule 1 entre 1964 et 1974. († 22 mars 1974).
- 17 mars : Robin Knox-Johnston, skipper (voile) britannique
- 18 mars : Józef Gomoluch, footballeur polonais. († 2 décembre 2007).
- 31 mars : Karl-Heinz Schnellinger, footballeur allemand
- 22 mai : Larry Siegfried, joueur professionnel américain de basket-ball. Vainqueur de 5 titres NBA entre 1964 et 1969 avec les Boston Celtics.
- 25 mai : Ferdinand Bracke, coureur cycliste belge.
- 29 mai : Al Unser, pilote automobile américain.
- 11 juin : Jackie Stewart, pilote automobile écossais, trois fois champion du monde de Formule 1 (1969, 1971 et 1973).
- 22 juin : Don Matthews, ex-entraîneur-chef des Alouettes de Montréal dans la Ligue canadienne de football.
- 29 juin : Amarildo, footballeur brésilien
- 18 juillet : Robert Herbin, footballeur français
- 24 juillet : Walt Bellamy, joueur américain de basket-ball.
- 5 septembre : Clay Regazzoni, pilote automobile suisse, qui disputa 132 Grands Prix de Formule 1 de 1970 à 1980. († 15 décembre 2006).
- 11 septembre : Alain Giletti, patineur artistique français.
- 16 septembre : Tony Davies, joueur de rugby à XV néo-zélandais. 17 sélections de 1960 à 1962 dans l'équipe des All Blacks. († 6 avril 2008).
- 3 octobre : Velibor Vasović, footballeur puis entraîneur yougoslave. († 4 mars 2002).
- 17 octobre : Dieter Zorc, footballeur allemand. († 16 octobre 2007).
- 27 octobre : Jean Djorkaeff, footballeur français
- 29 novembre : Sandro Salvadore, footballeur italien. († 4 janvier 2007).
- 1er décembre : Lee Trevino, golfeur américain.

## Décès
- 29 mars : Ned Haig, boucher, joueur de rugby et inventeur du rugby à sept en 1883 († 7 décembre  1858).
- 26 août : Louis Heusghem, 56 ans, coureur cycliste belge. (° 26 décembre 1882).
- 28 août : Eugène-Henri Gravelotte, 63 ans, escrimeur (fleuret) français, premier champion olympique français de l’histoire. (° 6 février 1876).